# چشمه کبود (معمولان)
چشمه کبود، روستایی در دهستان معمولان بخش مرکزی شهرستان معمولان در استان لرستان ایران است.

## جمعیت
بر پایه سرشماری عمومی نفوس و مسکن در سال ۱۳۹۵، جمعیت این روستا برابر با ۱۷۰ نفر (۵۳ خانوار) بوده‌است.